# Sint-Amanduskliniek

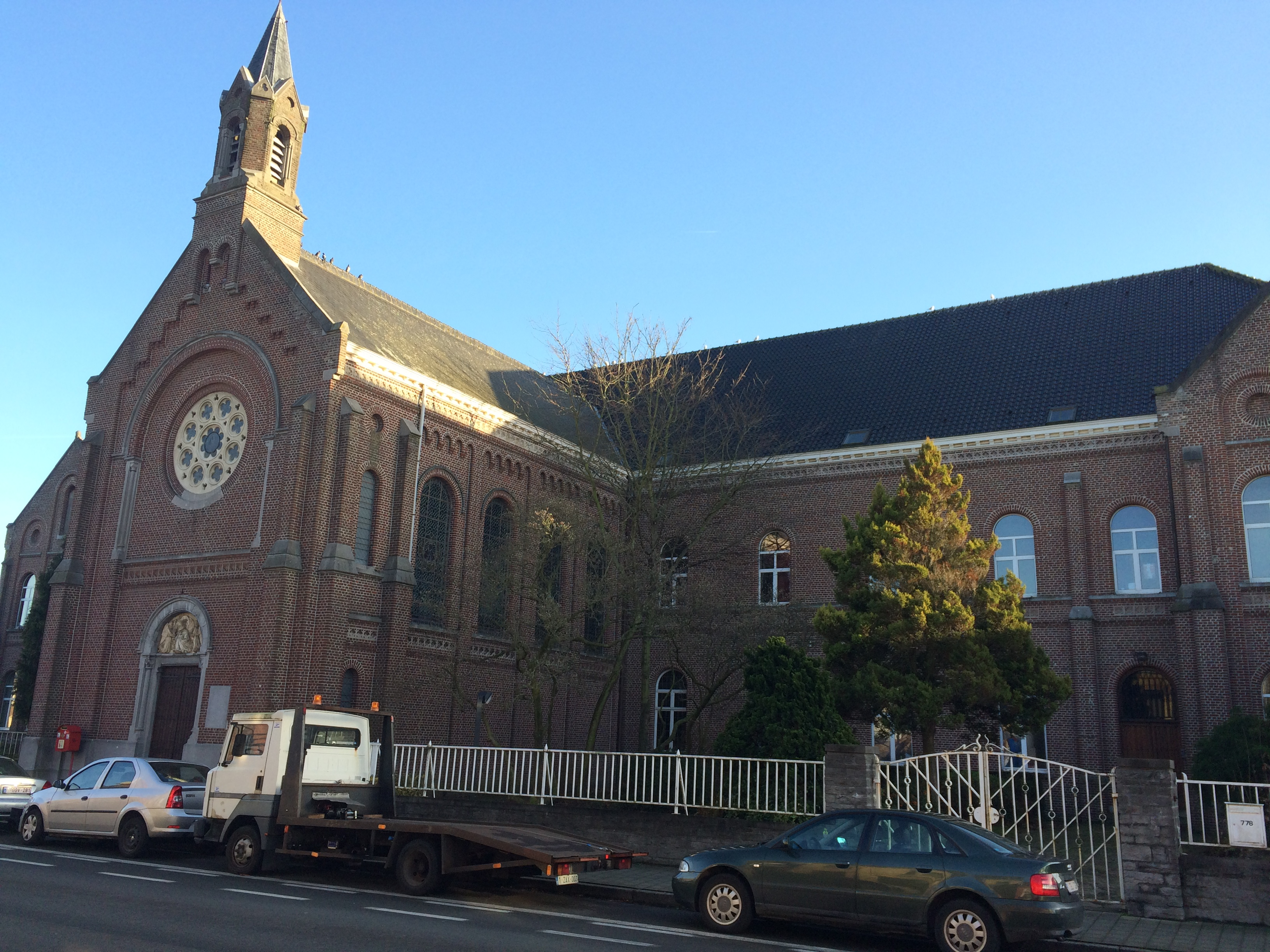
Sint-Amanduskliniek

De Sint-Amanduskliniek is een voormalig ziekenhuis in de tot de gemeente Gent behorende plaats Sint-Amandsberg, gelegen aan de Antwerpsesteenweg 776-778.

## Geschiedenis
Het bakstenen gebouw werd in 1877 opgericht naar ontwerp van Modeste de Noyette. Haaks op het gebouw bevindt zich de kapel, welke op de voorgevel een kleine achtkante klokkentoren heeft. De kapel heeft neoromaanse stijlkenmerken en een roosvenster in de voorgevel.
In 1987 werd het ziekenhuis gesloten. Een groot deel van de ziekenhuisgebouwen werd afgebroken en daarvoor in de plaats kwam woonzorgcentrum Het Heiveld. Hier is ook het OCMW actief.
Het oorspronkelijke kloostergebouw met kapel bleef behouden.